# Kostel Nanebevzetí Panny Marie (Zlaté Hory)
Kostel Nanebevzetí Panny Marie ve Zlatých Horách je trojlodní farní kostel upravený do barokního slohu. Je chráněn jako kulturní památka.

## Historie a architektura
Kostel byl založen ve 13. století. Další nepřímé zmínky máme z roku 1339 a 1377. Ve 2. polovině 15. století byl kostel opevněn hradbami, měla se z něj stát náhrada za zničený hrad Edelštejn, jenž původně Zlaté Hory chránil.
Kostel byl 17. července 1699 zasažen zničujícím požárem, kterému podlehla střecha, 5 oltářů, varhany, zvon a 400 let starý krucifix. Během působení vratislavského biskupa Františka Ludvíka Neuburga byl z původní gotické podoby přestavěn do barokního slohu. Hrubá stavba proběhla pod dohledem faráře Balthasara Chrisostoma Hauschilda. Dokončení a svěcení se kostel dočkal až za jeho nástupce Johanna Antona Hoppeho v roce 1708. Původní sloh je dnes patrný ve staré sakristii, středověké věži představené před presbyteriem a také v půdoryse kostela.

Roku 1740 byla J. I. Töpperem z Prudníku na severní straně presbytáře vystavěna nová sakristie s oratoří. V roce 1780 byla postavena v boční lodi kaple sv. Josefa.
V roce 1900 byl kostel vyzdoben nástěnnými malbami Franze Templera a Emila Brendela ze Zlatých Hor. Autorstvím Emila Brendela je i obraz sv. Rocha umístěný v kapli sv. Josefa. Generální oprava kostela byla provedena v letech 1974 – 76 za faráře Josefa Holka.

## Současnost

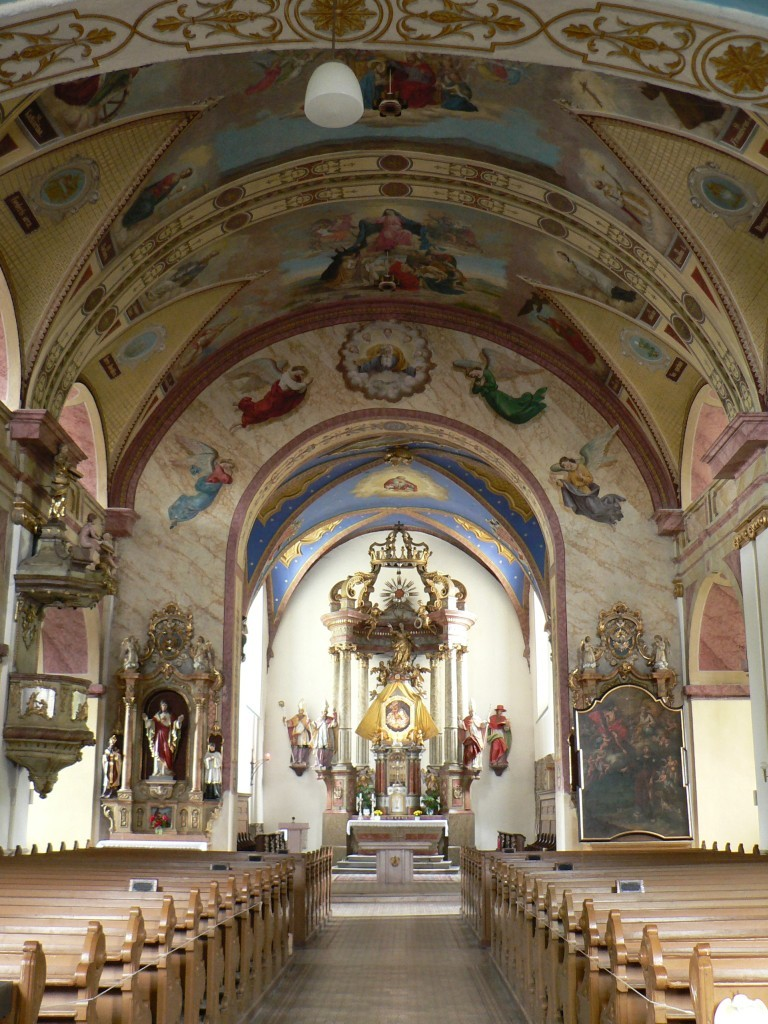
Interiér kostela

Po provedení stavebně historického průzkumu v listopadu roku 1999 začala v roce 2001 postupná celková oprava , např. byla vyměněna kompletní báň východní věže a na ní usazena nová zlacená makovice.